# Siberia Cup 2013
Il Siberia Cup 2013 è stato un torneo di tennis facente parte della categoria ATP Challenger Tour nell'ambito dell'ATP Challenger Tour 2013. È stata l'edizione del torneo che si è giocato a Tjumen' in Russia dal 18 al 24 novembre 2013 su campi in cemento indoor e aveva un montepremi di $35,000+H.

## Partecipanti singolare

### Teste di serie
| Nazionalità | Giocatore            | Ranking* | Testa di serie |
| ----------- | -------------------- | -------- | -------------- |
| Russia      | Tejmuraz Gabašvili   | 84       | 1              |
| Russia      | Evgenij Donskoj      | 94       | 2              |
| Kazakistan  | Andrej Golubev       | 100      | 3              |
| Russia      | Andrej Kuznecov      | 146      | 4              |
| Ucraina     | Illja Marčenko       | 156      | 5              |
| Moldavia    | Radu Albot           | 171      | 6              |
| Russia      | Konstantin Kravčuk   | 182      | 7              |
| Russia      | Aleksandr Kudrjavcev | 258      | 8              |

- Ranking all'11 novembre 2013.

### Altri partecipanti
Giocatori che hanno ricevuto una wild card:
- Richard Muzaev
- Dmitri Perevoshchikov
- Stanislav Vovk
- Robert Ziganshin

Giocatori che sono passati dalle qualificazioni:
- Anton Galkin
- Denis Matsukevich
- Valery Rudnev
- Dzmitry Zhyrmont

## Vincitori

### Singolare
Andrej Golubev ha battuto in finale  Andrej Kuznecov con il punteggio di 6–4, 6–3

### Doppio
Sergey Betov /  Aljaksandr Bury hanno battuto in finale  Ivan Anikanov /  Ante Pavić con il punteggio di 6–4, 6–2